# Burgos Club de Fútbol
El Burgos Club de Fútbol, S. A. D. es un club de fútbol español con sede en la ciudad de Burgos, en la comunidad autónoma de Castilla y León. Actualmente juega en la Segunda División de España.
El genuino Burgos CF desapareció en 1983, según certifica la sentencia judicial número 502/2001 de 13 septiembre de la Audiencia Provincial de Burgos (Sección 2.ª), siendo fundado el actual Burgos CF en 1985 bajo la denominación de Club Deportivo Burgos Club de Fútbol, aunque no comenzó a competir hasta 1994.

## Antecedentes
Aunque se tiene referencias de que en 1912 jugó ya un partido contra la Congregación Mariana de El Parral, el 11 de enero de 1922 se firma el acta fundacional del Burgos Foot-ball Club que viste con camisa rojiblanca y pantalón negro. El Burgos Foot-ball Club comenzó jugando sus primeros partidos en el campo de Lilaila aunque es en 1923 cuando la Compañía de Ferrocarriles del Norte cede unos terrenos para emplazar un campo de fútbol, el campo de Laserna, más acorde con los grandes estadios que comenzaban a proliferar por toda España y con el auge del deporte del balón en la ciudad de Burgos. Manuel Munguía, comerciante palentino fue elegido primer presidente del Burgos FC el 11 de enero de 1923 en la primera asamblea de socios del club y estuvo 3 años en el cargo hasta el año . En 1925, nace el Club Deportivo Castilla-Burgos, fruto de la fusión realizada por el Burgos F.C., C.D. Castilla, que tenían hasta ese momento una gran rivalidad entre ellos y, el Laserna F.C. y fue además el primer club burgalés que se federaba en la regional castellana. Sin embargo, el Club Deportivo Castilla-Burgos solo duró dos años después de que el 18 de mayo de 1925 resurgió de nuevo el Burgos FC.
El Burgos FC fue cogiendo más fuerza que el CD Castilla y disputó el campeonato regional representando a Burgos. Pero esta separación solo duró dos años y se volvieron a unir ambos clubes el 21 de noviembre de 1926 creándose un nuevo club, la Unión Deportiva Burgos. Sin embargo, la historia de la UD Burgos duró dos años y volvió a resurgir el Burgos FC en 1929. Durante 7 años, el Burgos FC se consolidó desde el punto de vista deportivo enfrentándose con rivales de entidad como el Torrelavega, Logroño, Donostia, Mirandés, Barakaldo, Palencia y Deportivo Alavés entre otros que jugaron contra el Burgos FC en Laserna.
Sin embargo, volvieron los problemas, el club no fue capaz de lograr estabilizar la estructura del club y en 1936, desaparece el club.

### Gimnástica Burgalesa
El 3 de mayo de 1936 en el Estadio Laserna nace la Gimnástica Burgalesa, absorbiendo al Burgos FC siendo su heredero. Fue su primer presidente Juan Riu Deván, empresario catalán. Supone una estabilidad deportiva del fútbol en Burgos ante la poca duración que tuvieron los anteriores clubes que trataron de surgir en la ciudad. Antes del inicio de la guerra civil, la Gimnástica Burgalesa disputó cuatro partidos amistosos con dos victorias ante el Tolosa de Santander y el Palencia, un empate ante el Mirandés y una derrota ante el histórico Racing de Santander.
Tras el parón que vivió el fútbol español por la guerra civil, el equipo retomó la actividad y en la temporada 1941/42 queda campeón del grupo de la Primera Regional de la Federación Astur-Montañesa. El campeonato y una posterior reestructuración de las categorías nacionales, supone el ascenso y el posterior debut en la Tercera División de España.
En la temporada 1943/44, el club hizo su debut en la Tercera División quedando en una meritoria tercera plaza de uno de los tres grupos que se crearon en la categoría por aquel entonces. Para esta primera temporada, el club ficha al entrenador Amadeo Labarta quien llegó a ser jugador internacional jugando en la Real Sociedad y la estrella del equipo era el delantero Carro quien llegó a ser pretendido poco después por el Real Madrid. Era tal el entusiasmo en la ciudad, que se vio en la necesidad de crear un nuevo campo de juego, Zatorre, que sustituyó al obsoleto campo de Laserna en 1943.
En el año 1946, se produce un relevo en la presidencia. Juan Riu es sustituido por el prestigioso médico Tomás Rodríguez y produce un cambio de nombre del club, llamándose a partir de ahora Gimnástica de Burgos.
En la temporada 1946/47, jugó cedido por el Valencia CF en la Gimnástica de Burgos uno de los mejores futbolistas españoles, Bernardino Pérez Elizarán "Pasieguito", que incluso llegó a ser internacional con la selección absoluta de fútbol de España. En esta misma temporada, el equipo queda campeón de su grupo de Tercera División pero no consigue el ascenso y continua una temporada más en la categoría debido sobre todo a su fragilidad lejos de Zatorre.
En 1949, el club cambió de nombre y pasó a llamarse Burgos Club de Fútbol, denominación inicial de un proyecto que estaba a punto de cumplir 30 años. En el futuro ya no habría más cambios de denominación. Su primer título fue la Copa Federación ante su máximo rival por aquel entonces, el Palencia.

### Consolidación en Segunda División (1950-1970)
En la temporada 1949/50, llega a la presidencia Mariano Martínez Simón quien contrata como entrenador a Benito Díaz, quien logra salvar la categoría en el partido de promoción de descenso.
En la temporada 1951/52 el club queda nuevamente campeón de su grupo de Tercera División de la mano del entrenador Anselmo Elízaga y esta vez sí consigue el ascenso a Segunda División tras la decisión de la Federación de que los campeones de tercera subiesen directamente a segunda división.
En la temporada 1952/53, el equipo debuta en la Segunda División y es un paso efímero ya que queda colista del grupo I y desciende nuevamente a la Tercera División. Finalizando la temporada accede a la presidencia Pedro Alfaro Arregui. Antes del comienzo de la siguiente temporada, el Burgos Club de Fútbol disputó su primer partido internacional ante el Friburgo alemán. No era más que un amistoso pero el hecho de que viniese un equipo extranjero generó mucha expectación. El cuadro burgalés derrotó al conjunto alemán por 4-1.
En la temporada 1954/55 el club consigue el tercer trofeo de Tercera División pero no consigue ascender al caer en la liguilla de ascenso. Al siguiente año, durante la temporada 1955/56, queda nuevamente campeón y en la liguilla de ascenso y de nuevo como entrenador Anselmo Elízaga, consigue el ascenso en la localidad vizcaína de Durango derrotando a los vizcaínos por 3-5 movilizando cinco autobuses repletos de aficionados que animaron a sus jugadores en Durango. Se repetiría la historia una vez más ya que la siguiente temporada, la 1956/57, el club desciende de nuevo a la Tercera División al año siguiente de ascender tal y como ocurrió cuatro años atrás.
En el año 1958, el presidente Pedro Alfaro da paso a uno de los presidentes más importantes que ha tenido el club en toda su historia, José Luis Preciado.
En la temporada 1959/60, el club consigue el quinto título de Tercera División pero tampoco consigue ascender en la promoción posterior. Es en la temporada siguiente, la 1961/62 donde el equipo queda subcampeón y consigue el ascenso contra todo pronóstico al vencer a domicilio al Real Sporting de Gijón en El Molinón por 2-3 en el partido de ida y por 2-1 en el Estadio de Zatorre en el partido de vuelta.
Las siguientes diez temporadas el equipo consigue consolidarse en la Segunda División llegando a ser uno de los clubes clásicos de la categoría de plata del fútbol español y asentando las bases de los que posteriormente serían los mejores años de la historia del club. Fruto de ello y con el aumento del número de socios, en 1964 se decide crear un nuevo estadio en la ciudad, el Estadio Municipal de El Plantío, que es el actual campo de juego del equipo.

### Años dorados (1971-1980)
En la temporada 1970/71, el equipo entrenado por el antiguo guardameta internacional Ignacio Eizaguirre, queda subcampeón de la Segunda División y consigue el ascenso, el 30 de mayo, tras un empate ante el C. D. Logroñés en el Estadio Municipal de El Plantío.
En la temporada 1971/72, el Burgos Club de Fútbol se estrenó en Primera División. Para afrontar el debut en la categoría, llegó al banquillo burgalés el entrenador Mariano Moreno, y se lograron las cesiones de los jugadores Capón, Benegas y Jaquet del Atlético de Madrid y de Aitor Aguirre del Athletic Club. Tras una dura temporada, el equipo se salvó del descenso acabando en el puesto 15.º, gracias a la solidez del equipo como local.
La siguiente temporada, la 1972/73, el equipo realizó una mala temporada y acabó último, retornando a la Segunda División tras saborear las mieles de la Primera División durante únicamente dos temporadas. Curiosamente en esta temporada del descenso, el Burgos CF realizó uno de los mejores partidos de toda su historia tras ganar en el Estadio Municipal de El Plantío al todopoderoso por aquel entonces Athletic por 5-1 con el mítico portero José Ángel Iribar bajo palos.
La siguiente temporada en Segunda División, la 1973/74, también fue bastante dura para el club y tras varios cambios de entrenador, el equipo consigue salvarse del descenso a la Tercera División al ganar la eliminatoria de promoción al Éibar. Al finalizar la temporada, el presidente José Luis Preciado deja la presidencia y le sustituye Antonio Martínez Laredo. Cabe destacar en esta temporada la aparición del guardameta Manzanedo, nacido en Burgos y que años después sería internacional con la selección absoluta de fútbol de España.
En la temporada 1975/76, el equipo queda campeón de la Segunda División y retorna a Primera División tras tres temporadas en la categoría de plata. Uno de los artífices del ascenso fue la presencia de uno de los mejores jugadores de fútbol que ha dado España en toda la historia, Juanito, que fue cedido una temporada por el Atlético de Madrid y posteriormente vendido al Burgos CF donde pasó en total cuatro temporadas, de la 1973/74 hasta la 1976/77, al final de la cual fue comprado por el Real Madrid.
En la temporada 1976/77, el equipo entrenado por Marcel Domingo, acaba en la posición 14.º manteniéndose en la Primera División no sin apuros. Es en esta temporada cuando Juanito, gana el premio a mejor jugador del año en Primera División, premio otorgado por la revista Don Balón. Tras su buena temporada, Juanito es traspasado al Real Madrid por una cantidad de 27 millones de pesetas, aunque estaba valorado por aquel entonces en más del doble.
Tras cuatro temporadas consecutivas en Primera División, el club desciende en la temporada 1979/80. En estas dos últimas temporadas del equipo en la élite, cabe destacar jugadores como el centro campista Miguel Ángel Portugal o el defensa Antonio García Navajas, quienes también ficharon posteriormente por el Real Madrid. Arsenio Iglesias o Lucien Müller son algunos de los entrenadores más importantes que tuvo el equipo en esta época. En 1978, José María Quintano Vadillo sustituyó en la presidencia a Antonio Martínez Laredo.

### Desaparición del Burgos CF
Tras dos duras temporadas en Segunda División, el club sufrió una grave crisis económica que se consumó con su descenso administrativo por impago a los jugadores a la Segunda División B en la temporada 1981/82 después de haber quedado en un meritorio octavo puesto en la división de plata del fútbol español.
La siguiente temporada 1982/83, ya en Segunda División B, el equipo queda 3.º del grupo I pero la situación económica es insostenible. Quintano Vadillo es sustituido por Bárcena Castrillo en la presidencia y es el 24 de mayo de 1983 cuando en Junta General Extraordinaria presidida por Miguel Jerez, decide la disolución del club. 
El por aquel entonces equipo filial, el Burgos Promesas, acababa de subir a la Tercera División, y se decide su desvinculación del Burgos CF, pasando a competir como Real Burgos Club de Fútbol.

## Historia
José María Quintano funda en 1985 el actual Burgos CF con la denominación de Club Deportivo Burgos Club de Fútbol, comenzando a competir en la temporada 1994/95 en la antigua Regional Ordinaria. Félix Arnáiz Lucas sería su entrenador. Lucas consiguió dos ascensos consecutivos y logró subir al equipo hasta la Tercera División. Para la temporada 1996/97 en Tercera División, se confía el banquillo al entrenador Martínez Lobato quien se encargaría de llevar al equipo hasta la Segunda División B en junio de 1997 en la localidad asturiana de Villaviciosa. De este modo, el club consiguió tres ascensos consecutivos entre 1994 y 1997. Esta misma temporada se consigue además la Copa Real Federación Española de Fútbol al ganar en la final a doble partido a la Unión Deportiva Gáldar por un resultado global de 5-1.
La temporada 1997/98 en Segunda División B fue una dura temporada en la que se consiguió la salvación en las últimas jornadas gracias al regreso al banquillo de Félix Arnáiz Lucas que sustituyó a tiempo a un Blas Ziarreta enfrentado con la afición.
En la temporada 1998/99, con Vicente González Villamil en el banquillo, el equipo comienza dubitativo y de nuevo Félix Arnáiz Lucas se hace cargo del equipo desde la jornada 9. El equipo mejora ostensiblemente y acaba 4.º, jugando finalmente la fase de ascenso a Segunda División, consistente en una liguilla con otros tres equipos más. UD Melilla, Elche CF y Universidad de Las Palmas son los rivales. Los ilicitanos son los que finalmente se llevan el premio del ascenso.
En la temporada 1999/2000, Félix Arnáiz Lucas dirige al equipo desde el comienzo de la temporada y el equipo acaba 3.º con Roberto Peragón como estrella del equipo. En la liguilla de ascenso, CD Mensajero, Real Murcia y Granada CF son los rivales. Los pimentoneros son los que finalmente ascienden. 
Es en la temporada 2000/01 y con Carlos Terrazas en el banquillo, el equipo consigue ascender a la Segunda División. Queda campeón del grupo II de la Segunda División B y en la liguilla de ascenso Sabadell, AD Ceuta y CD Ourense son los rivales. El ascenso llega gracias al recordado tanto de Dani Pendín contra el CD Orense en la jornada 5 de la liguilla, partido disputado en el Estadio Municipal de El Plantío.

### Descenso administrativo y posterior descenso a Tercera División (2002-2008)
Durante la temporada 2001/02, el Burgos CF mantuvo la categoría en Segunda División bajo la batuta de Enrique Martín, pero la obligatoriedad de convertirse en sociedad anónima deportiva y la resistencia del presidente Quintano a realizar la conversión, llevó al equipo a descender nuevamente a la Segunda División B, sumiendo a la ciudad en una nueva decepción. José María Quintano dimitió tras el escándalo y la presión social. El equipo beneficiado por esta decisión fue el Levante UD que, tras haber finalizado 19.º en puestos de descenso, mantuvo la categoría.
Tras el descenso administrativo, el Burgos CF jugó la temporada 2002/03 en el grupo III sustituyendo al Levante UD y teniendo unos desplazamientos largos y costosos. Carlos Terrazas retorna al banquillo burgalés y se consigue hacer un equipo competitivo en pocos días. Valentín Germán es elegido presidente en las urnas y ese año el equipo acaba en 3.ª posición. En la liguilla de ascenso Algeciras CF, Bilbao Athletic y Zamora CF son los rivales. Los andaluces son los que finalmente ascienden.
En la temporada 2003/04, ya en el grupo II, el equipo acaba en quinta posición y no consigue clasificarse para la fase de ascenso, cosa que sí conseguiría en la temporada 2004/05. Con Fede Castaños en el banquillo, el equipo es eliminado en la primera eliminatoria del play off de ascenso por el Conquense. En esta temporada, el presidente Valentín Germán presentó la dimisión y convocó elecciones, siendo él mismo reelegido ante la falta de más candidatos.
La temporada 2005/06, comienza con un cambio de presidente en el club. Domingo Novoa Rey sustituye a Valentín Germán. Era la cabeza visible de un grupo de empresarios, entre los que se encontraban viejos conocidos como el que fuera preparador físico del Real Burgos Carlos Lorenzana o el también exfutbolista del Real Burgos e hijo del presidente Domingo Novoa. Se abre otra etapa en el club blanquinegro. Fabri toma el mando en el banquillo y consigue clasificar al equipo para el play off de ascenso. En la primera eliminatoria, el equipo es eliminado a manos del filial Levante "B".
En la temporada 2006/07, Gonzalo Arconada es el entrenador y se prepara un equipo con ilusiones de ascenso. Se consigue el fichaje del internacional Javi de Pedro por su amistad con el míster pero no se consigue adaptar a la categoría y abandona la disciplina del club antes de acabar la temporada. El equipo acaba subcampeón del grupo II y en el play off de ascenso elimina al Alcoyano en los penaltis en la primera eliminatoria pero no puede hacer lo mismo en la segunda y definitiva eliminatoria ante el filial Sevilla Atlético, quedando eliminado el cuadro burgalés con un gol en la prórroga (1-0 gol de Lolo) en un partido disputado en el estadio Sánchez Pizjuán.
La temporada 2007/08 estuvo marcada por la austeridad económica. La falta de dinero produce la realización de fichajes con el fin de salvar la categoría únicamente. Félix Arnáiz Lucas comienza la temporada en el banquillo manteniendo al equipo en la zona media pero a la directiva no le convence y es sustituido por el entrenador del filial por aquel entonces, Alberto González, que no consigue mejorar los resultados y acaba presentando la dimisión. Le sustituye al final de la temporada Raúl González que no evita el desastre y el club acaba descendiendo a la Tercera División en la última jornada tras un empate 1-1 en la Nueva Balastera ante el CF Palencia.

### Consolidación económica (2009-2016)
Tras el descenso a Tercera División, el club estuvo a punto de descender a categorías regionales por impago a varios futbolistas. Un grupo de empresarios encabezados por el empresario hotelero Juan Carlos Barriocanal negocia con Domingo Novoa su salida del club. La nueva Junta Directiva se plantea dos objetivos claros e irrenunciables; el primero y el más importante, es el saneamiento económico del club y el siguiente la consolidación y crecimiento deportivo. Tras negociar con los jugadores impagados, el club consigue que retiren las denuncias y así poder competir en Tercera División. Así comienza la temporada 2008/09. Entrenado por Javier Álvarez de los Mozos, el equipo queda en tercera posición del grupo VIII. En el play off de ascenso, es eliminado por el Sporting Mahonés en la segunda eliminatoria, después de haber apeado al conjunto vasco del Elgoibar en la primera.
En la temporada 2009/10, el Burgos CF ganó su séptimo título de campeón de Tercera División. En los play offs de ascenso, quedó emparejado con el filial del Deportivo de la Coruña, el Depor "B", perdiendo la eliminatoria en el partido de vuelta en el estadio de Riazor en la tanda de penaltis; pero al haber acabado la liga como líder de grupo, al Burgos CF todavía se le concede otra oportunidad de ascenso en caso de ganar otras dos eliminatorias más. En la primera de ellas, queda emparejado con otro filial, esta vez el del Almería, el Almería "B", quedando nuevamente eliminado y quedándose una temporada más sin el premio del ascenso. 
En la siguiente temporada 2010/11, la tercera consecutiva del equipo tras el último descenso y con Carlos Tornadijo en el banquillo, el equipo comienza muy fuerte y pronto se pone líder; pero al comienzo de la segunda vuelta, el equipo empieza a encadenar una serie de resultados negativos que acaban con la destitución del entrenador buscando la directiva un revulsivo en la persona de Julio Bañuelos, quien enderezó el rumbo y consiguió proclamar al equipo nuevamente campeón del grupo VIII consiguiendo el octavo título de Tercera División. El broche de oro a la temporada llegó con el ascenso a Segunda División B tras eliminar a la UD Lanzarote en el play off de ascenso, en un Estadio Municipal de El Plantío que vibró con su equipo como hacía muchos años que no lo hacía.
La temporada 2011/12 en Segunda División B fue nefasta para el club. El presidente Juan Carlos Barriocanal decide fichar a un director deportivo, Juan Manuel Barroso, una figura que es un lujo innecesario para esta categoría. Pronto empiezan los problemas entre el entrenador Julio Bañuelos y el director deportivo en la confección de la plantilla. Juan Manuel Barroso, avisado por el presidente para que haga una plantilla lo más barata posible, empieza a fichar jugadores sin consultar con el entrenador y vienen futbolistas mediocres que la temporada anterior habían descendido con sus equipos a la Tercera División. Tras rozar el esperpento en la primera vuelta del campeonato, Barroso es despedido y poco después le sigue el entrenador Julio Bañuelos. Miguel Ángel Álvarez Tomé es fichado como entrenador en la jornada 9 con la esperanza de un imposible: salvar al equipo del descenso. En el mercado de invierno y con el equipo hundido en la tabla, el presidente decide descuidar el aspecto económico y junto con el entrenador opta por fichar a 10 nuevos jugadores con la esperanza de dar un vuelco a la situación y al menos no hacer el ridículo como se había hecho hasta ahora. El resultado fue el evidente de la mala gestión tanto económica como deportiva llevada a cabo por la directiva y el equipo acaba descendiendo a la Tercera División quedando último del grupo II.
En la temporada 2012/13, el club tiene como única meta el ascenso a la Segunda División B. Se confecciona una plantilla competitiva con jugadores profesionales. Pronto el equipo se pone líder del grupo VIII de la Tercera División y ya no lo soltaría hasta el final de liga, consiguiendo el noveno título de esta división en la historia del club. En el play-off de ascenso para campeones de grupo, queda encuadrado con el equipo malagueño del Centro de Deportes El Palo, ganando la eliminatoria por un cómputo global de 3-2 y consiguiendo un nuevo ascenso a la Segunda División B.
Para la temporada 2013/14 en Segunda División B la única meta del club era conseguir la permanencia en la categoría. Se confecciona una plantilla barata pero con algunos jugadores de calidad. Tras una primera vuelta en la que el equipo se hace fuerte en casa consiguiendo varias victorias consecutivas, coquetea con los puestos de play-off de ascenso a la Liga Adelante. Tras la primera vuelta, el equipo prácticamente había conseguido el objetivo de la permanencia y en el mercado de invierno, el equipo apenas se refuerza. La directiva hace ver a la masa social y a los propios jugadores que el objetivo de la temporada estaba cubierto por lo que el rendimiento de la plantilla fue descendiendo de tal forma que acabó la temporada en una conformista décima posición y tras varias derrotas consecutivas en el tramo final de la competición. Al finalizar la temporada se anuncia el adiós de Ramón Calderé, el entrenador que consiguió el ascenso el año anterior y la permanencia en la división de bronce del fútbol español.
La temporada 2014/15, el club confía el equipo al entrenador Fede Castaños. Se hace una plantilla de perfil medio para mantener la categoría. Tras unos inicios titubeantes, el equipo empieza a mirar a los puestos bajos de la clasificación, cayendo en la 11.ª jornada a puestos de descenso directo a Tercera División. Al no mejorar la situación, el club decide destituir al entrenador al acabar la primera vuelta y dar el testigo a Gonzalo Arconada. Los resultados mejoran sensiblemente, sobre todo al potenciar la faceta defensiva y evitando la sangría de goles que se estaba produciendo con el anterior entrenador. Tras una mediocre temporada y con la afición pidiendo la dimisión de la junta directiva en la mayoría de los partidos jugados como local, se consigue la salvación a falta de 2 partidos para finalizar la liga. El equipo acaba 12.º.
La temporada 2015/16, el equipo es dirigido por Ángel Viadero, que hace las veces tanto de entrenador como de director deportivo. El presidente le encomienda que haga una plantilla competitiva pero con poco presupuesto, ya que la política austera del presidente desde que tomó el mando del club, hace que para la confección de la plantilla destine un porcentaje muy pequeño del presupuesto anual total, siendo este uno de los más altos de toda la Segunda División B, con el fin a largo plazo de ir reduciendo la pequeña deuda que arrastra el club desde hace años. Tras un año irregular y tras un gran final de temporada, el equipo acaba en 5.ª posición, pero muy alejado de los puestos de play-off de ascenso a Segunda División.
En la temporada 2016/17, el club sigue militando en el grupo I de Segunda División B. El entrenador para dirigir el proyecto es el mismo que acabó la temporada anterior, Ángel Viadero. En pretemporada, el Racing de Santander se pone en contacto con el entrenador y este acepta la oferta de los cántabros. Tras pagar la cláusula de rescisión, Ángel Viadero se despide del equipo y el club busca nuevo entrenador, encontrándolo en la figura de Paco Fernández. Se conforma una plantilla para estar en los puestos altos de la clasificación, pero el comienzo no puede ser más nefasto y el equipo consigue 1 punto en 6 partidos disputados, además de ser eliminado en la primera ronda de la Copa del Rey a manos del Caudal Deportivo. El entrenador, Paco Fernández, es destituido con el equipo hundido en la tabla. Su sustituto es Manix Mandiola.

### Presidencias de José Luis García y Jesús Martínez Nogal  (2016-2019)
El sábado 17 de diciembre de 2016 se celebraron las primeras elecciones a la presidencia del club desde su refundación en el año 1994. En todas las anteriores sólo había habido un candidato a la presidencia y ésta era la primera vez que había más de uno. A ellas se presentaron Angélica Basurto y José Luis García con dos candidaturas bastante similares respecto a objetivos (profesionalización del club, conversión en SAD, ascenso a Segunda División, fundación para potenciar la cantera, creación de una ciudad deportiva, etc.) pero, entre las cuales, la de José Luis García destacaba por la experiencia y la capacidad económica de los directivos que llevaba junto a él.
José Luis García se impuso en unas elecciones a las que acudió a votar un 55,72% del censo electoral (formado por 2630 de los 2990 socios que existían en aquel momento), que hizo un total de 1470 votos.
- "Ahora sí, J.L. García": 813
- "Basurto BCF": 643
- En blanco: 13
- Nulo: 1

El domingo 18 de diciembre de 2016, se jugó el partido correspondiente a la jornada 19 de liga contra el CD Boiro, encuentro que concluyó con el resultado de 0-2 para el cuadro gallego y que supuso el último partido de Juan Carlos Barriocanal como presidente del Burgos Club de Fútbol. Así se cerró un período de 8 temporadas en las que este presidente logró salvar al club albinegro, reduciendo la deuda que arrastraba desde el año 2009, pero sin apenas conseguir éxitos deportivos. Cogió al club en Tercera División y vivió dos ascensos y un descenso, dejándolo en Segunda División B.

Gráfico del desempeño del Burgos Club de Fútbol en la liga 1929-2023

No fue hasta el martes día 20 de diciembre de 2016 cuando la candidatura tomó las riendas del club blanquinegro iniciando así una nueva era que comenzaría con el nuevo año 2017 correspondiendo a la segunda vuelta de la temporada.
El equipo realiza entonces un magnífico mes de enero en el que consigue 10 puntos en 4 partidos y la nueva junta directiva incorpora tres jugadores importantes. El equipo abandona la zona de descenso pero un mal final de liga hace que acabe en el puesto 16.º, teniendo que jugar el play-out de descenso a la Tercera División. El rival tras el sorteo es el Linares Deportivo y tras el 0-0 cosechado en el Estadio Municipal de El Plantío, el equipo se salva en Linarejos, tras vencer por 1-2.
La temporada 2017/2018 comienza con Patxi Salinas como entrenador. Tras un buen inicio de liga, llegando a ser líder del grupo II de Segunda División B, el equipo comienza a perder posiciones. Este motivo lleva a destituir al técnico vasco, que es sustituido por Nacho Fernández de forma interina y por Alejandro Menéndez de forma definitiva.
Esta temporada se aborda la conversión del club en sociedad anónima deportiva, quedando inscrita como con el registro número 137.
La temporada 2018-19 es de continuo sufrimiento para el equipo que coquetea todo el año con el descenso. A cuatro jornadas para el final cae a posición de promoción de permanencia. Finalmente, tres victorias consecutivas contra rivales directos permiten salvar in extremis la categoría.
En diciembre del 2018 a través de la Junta general de accionista asume Jesús Martínez Nogal como presidente de la institución hasta diciembre de 2019. El 2 de diciembre, la Junta General de Accionistas del Burgos CF nombró presidente a Franco Caselli de manera unánime. Con 23 años y 364 días, Franco se convirtió en el presidente más joven del fútbol español.

### Desembarco de la familia Caselli y ascenso a Segunda División (2019-2021)
En mayo de 2019, el empresario y dirigente del fútbol argentino Antonio Caselli adquirió el 90% de las acciones del Burgos Club de Fútbol. En diciembre de ese mismo año, su hijo Franco fue nombrado por la Junta General de Accionistas del Burgos CF como presidente de la institución.
En la era de los Caselli se relanzó la Fundación Burgos Club de Fútbol, a cargo de Julián Alonso y Candela Blanco. También finalizaron las reformas en El Plantío, donde se abrieron la nueva Lateral y el Fondo Norte.
A su vez, el Burgos Club de Fútbol y el Club Deportivo Nuestra Señora de Belén firmaron un acuerdo para crear el primer equipo femenino, que a partir de la temporada 2020 militaría en la Segunda División del Fútbol Femenino.
A partir de la temporada 2019/20 la RFEF obliga a llevar nombre de los jugadores y dorsales fijos en las camisetas de los clubes participantes. 

Pese a la ilusión generada en torno al renovado proyecto blanquinegro, los resultados no terminaron de llegar en el inicio de la campaña 19/20. El técnico Fernando Estévez, artífice de la salvación durante la anterior campaña, fue destituido y su lugar en el banquillo lo ocupó José María Salmerón. El Burgos CF finalizó el año 2020 en la decimocuarta posición del Grupo 2, con seis partidos ganados, cinco empatados y nueve perdidos. 
El exfutbolista de talla internacional Miguel Pérez Cuesta, Michu, fue contratado como director deportivo después que la familia Caselli perdiera la confianza en el argentino César Traversone, también cesado de sus funciones.

 La llegada del asturiano motivó la salida de algunos futbolistas y, a su vez, la contratación de varios fichajes que contribuyeron a mejorar la dinámica del equipo. A partir del mercado invernal, el Burgos encadenó una serie de resultados positivos que le hicieron soñar incluso con la posibilidad de alcanzar los puestos de play-off de ascenso a Segunda División. 
Sin embargo, en el mes de marzo, la competición se suspendió por el brote de la pandemia de COVID-19. El 6 de mayo la RFEF anunció las medidas adoptadas entre las que destacan: 
- Finalización del torneo regular dando por definitivas las clasificaciones de la jornada 28.
- La celebración de la promoción de ascenso en formato exprés, supresión de descensos.
- Ampliación de la categoría a cien equipos divididos en cinco grupos.
- Creación de una categoría intermedia entre Segunda División y Segunda División B para la temporada 2021-2022.[11][12][13]

En ese momento, el equipo ocupaba la 8.ª posición, por lo que logró, al menos, clasificarse para la Copa del Rey del año próximo.
En la temporada 20/21, ya con Michu como arquitecto de la plantilla, la apuesta por lograr el ansiado ascenso se redobló. Para ello, el Burgos apostó por el madrileño Julián Calero como entrenador. Esta vez, el rendimiento del equipo sería brillante desde el inicio del campeonato. Tras clasificarse para la nueva Primera RFEF, el conjunto burgalesista concluyó primero de su grupo en la última fase, lo que le valió el billete para la Fase Final por el ascenso que se decidiría, en una única sede, en Extremadura. El Burgos derrotó al CD Calahorra en semifinales y al Athletic de Bilbao B en la final disputada en el Francisco de la Hera, con un gol de Saúl Berjón en el minuto 107 de la prórroga, logrando un histórico y esperado ascenso a la Segunda División, después de 20 años de peregrinación por las categorías más bajas del fútbol español.

### Consolidación económica y deportiva en Segunda División (2021-2024)
Tras el ascenso a la Segunda División, la importante deuda económica que tenía el club y las reformas que los máximos accionistas tuvieron que acometer en el estadio para poder competir en la categoría, el director deportivo Michu y el entrenador Julián Calero confeccionaron una plantilla con el objetivo de conseguir la permanencia. Tras una meritoria temporada 2021/22, el equipo blanquinegro finalizó en una tranquila undécima posición, tras estar fuera de los puestos de descenso durante la mayor parte del torneo.
En la siguiente temporada 2022/23, de nuevo Michu y Julián Calero consiguen confeccionar una plantilla con el único objetivo de consolidar al equipo en la categoría. En el primer tercio de la temporada, los resultados y sobre todo la capacidad defensiva del equipo; que provocaron el récord de imbatibilidad del guardameta José Antonio Caro en la historia del fútbol profesional con 1.293 minutos y que batió el anterior récord, en manos del guardameta Abel Resino, que consiguió estar 1.275 minutos imbatido con el Atlético de Madrid en la temporada 1990/91 en Primera División; hicieron que el equipo fuera líder de la categoría en la jornada decimocuarta y ocupando los puestos de play-off de ascenso a la Primera División durante varias jornadas. Tras una discreta segunda vuelta, el equipo vuelve a repetir posición y acaba la temporada undécimo.
La tercera temporada consecutiva en Segunda División, la 2023/24, el objetivo continúa siendo la permanencia pero no se descarta el intento de jugar los play-off de ascenso a la Primera División. El equipo cambia de entrenador y se decide apostar por un sistema más ofensivo que en las dos temporadas precedentes. El entrenador elegido es Jon Pérez Bolo y junto con Michu, se confecciona una plantilla de garantías para no pasar apuros e intentar conseguir una de las plazas que dan acceso a disputar el play-off de ascenso a la Primera División. Durante la temporada, el equipo consigue el curioso caso de ser el mejor de la categoría como local y el peor como visitante. De hecho, únicamente pierde como local el penúltimo partido de liga en su estadio contra el CD Eldense y acaba la temporada en novena posición con una desastrosa racha de resultados cuando lo tenía todo a favor y en su mano para haber acabado la temporada entre los seis primeros. Como hecho relevante durante esta temporada, al término de la primera vuelta, los máximos accionistas del club (Grupo Yucón) venden sus acciones al nuevo propietario (Grupo 360) y cuya cabeza visible es el empresario argentino Marcelo Figoli.

## Escudo
El actual escudo del Burgos Club de Fútbol es el mismo que el del desaparecido Burgos Club de Fútbol, que fue diseñado por Manuel Martínez, aficionado al deporte y delineante de profesión. La junta directiva del por aquel entonces Gimnástica de Burgos, se lo encargó en el año 1947. De los diferentes modelos que presentó el autor, fue elegido el conocido popularmente, el cual presenta dos modificaciones con respecto al original: el nombre de Burgos Club de Fútbol, en vez de Gimnástica de Burgos como fue concebido en primera instancia; y la corona actual, que es imitación de la del escudo de Castilla y es a modo decorativo ya que la denominación del Club como tal no integra el título de "Real". En la temporada 1947/48, según los datos publicados por la Voz de Castilla, los jugadores de la Gimnástica ya lucieron este escudo en sus camisetas.
Se trata de un escudo con forma circular, coronado y con el estandarte blanquinegro como elemento más representativo. La corona, elemento puramente decorativo, imita la propia que luce el escudo de Castilla. En cuanto al significado del resto de elementos; nuestros jugadores vistiendo la blanquinegra (estandarte) jugando al fútbol (balón) sobre el césped (círculo verde interior), todos ellos rodeados por el círculo exterior (blanco con bordes negros) con el nombre de nuestro club, Burgos Club de Fútbol, en su interior.
El escudo del Burgos Club de Fútbol ha sufrido numerosas modificaciones a lo largo de la historia del club. El diseño inicial fue sustituido en 1936 cuando se fundó la Gimnástica Burgalesa. Al recuperar la denominación inicial en 1948, Manuel Martínez creó un nuevo escudo. La base estética del escudo se ha mantenido desde entonces, aportando los diferentes diseñadores modificaciones de color, tamaño y/o proporciones. Mira la evolución del escudo aquí.
En 2007, el escudo sufre una de sus mayores modificaciones para adaptar la imagen del club a la era digital, simplificando trazos y creando un diseño final con gran calidad y válido para todo tipo de trabajos.
La última modificación, fechada en 2016, ajusta geométricamente los elementos del escudo; circunferencias, banderín, corona de Castilla y los detalles de esta.

## Uniforme
- Uniforme titular para la temporada 2022-2023:[17]

| 1.ª equipación |

- Uniformes alternativos para la temporada 2022-2023:

| 2.ª equipación | 3.ª equipación |

- Uniforme titular para la temporada 2020-21 y 2021-2022:[17]

| 1.ª equipación |

- Uniformes alternativos para la temporada 2020-21 y 2021-2022:

| 2.ª equipación | 3.ª equipación |

### Evolución histórica uniforme titular
|  | 1994 | 1998-1999 | 2000-01 | 2001-02 | 2009-10 | 2013-14 | 2015-16 | 2015-16 | 2016-17 | 2016-17 | 2017-18 | 2018-19 | 2018-19 | 2019-20 | 2019-20 |

### Evolución histórica uniforme altenátivo
Van variando según la temporada, los siguientes son unos ejemplos. 
| VISITANTE HISTÓRICO | 1997-98 | 2010-11 | 2015-18 | 2016-17 | 2017-18 | 2018-19 | 2019-20 |

### Indumentaria y patrocinador
| Periodo       | Proveedor    |
| ------------- | ------------ |
| 1994-1998     | Astore       |
| 1998-2001     | Joma         |
| 2001-2002     | Mike Byllich |
| 2002-2004     | Mobel        |
| 2004-2005     | Bemiser      |
| 2005-2006     | Diadora      |
| 2006-2010     | Bemiser      |
| 2010-2013     | Erreà        |
| 2013-2015     | Macron       |
| 2015-2020     | Nike         |
| 2020-presente | Adidas       |

| Periodo    | Patrocinador                |
| ---------- | --------------------------- |
| 1998-1999  | Televisión Burgos           |
| 1999-2001  | Caja Rural                  |
| 2001-2003  | Patrimonio de la Humanidad  |
| 2005-2010  | Caja de Burgos              |
| 2010-2012  | Caja de Burgos-Banca Cívica |
| 2012-2013  | Caja de Burgos              |
| 2016-2019  | Suzuki-Grupo Julián         |
| 2019-2020  | GJ Automotive               |
| 2020- 2021 | SR Invesment Group          |
| 2021- 2024 | Reale Seguros               |
| 2024-2025  | Digimobil                   |

## Estadio

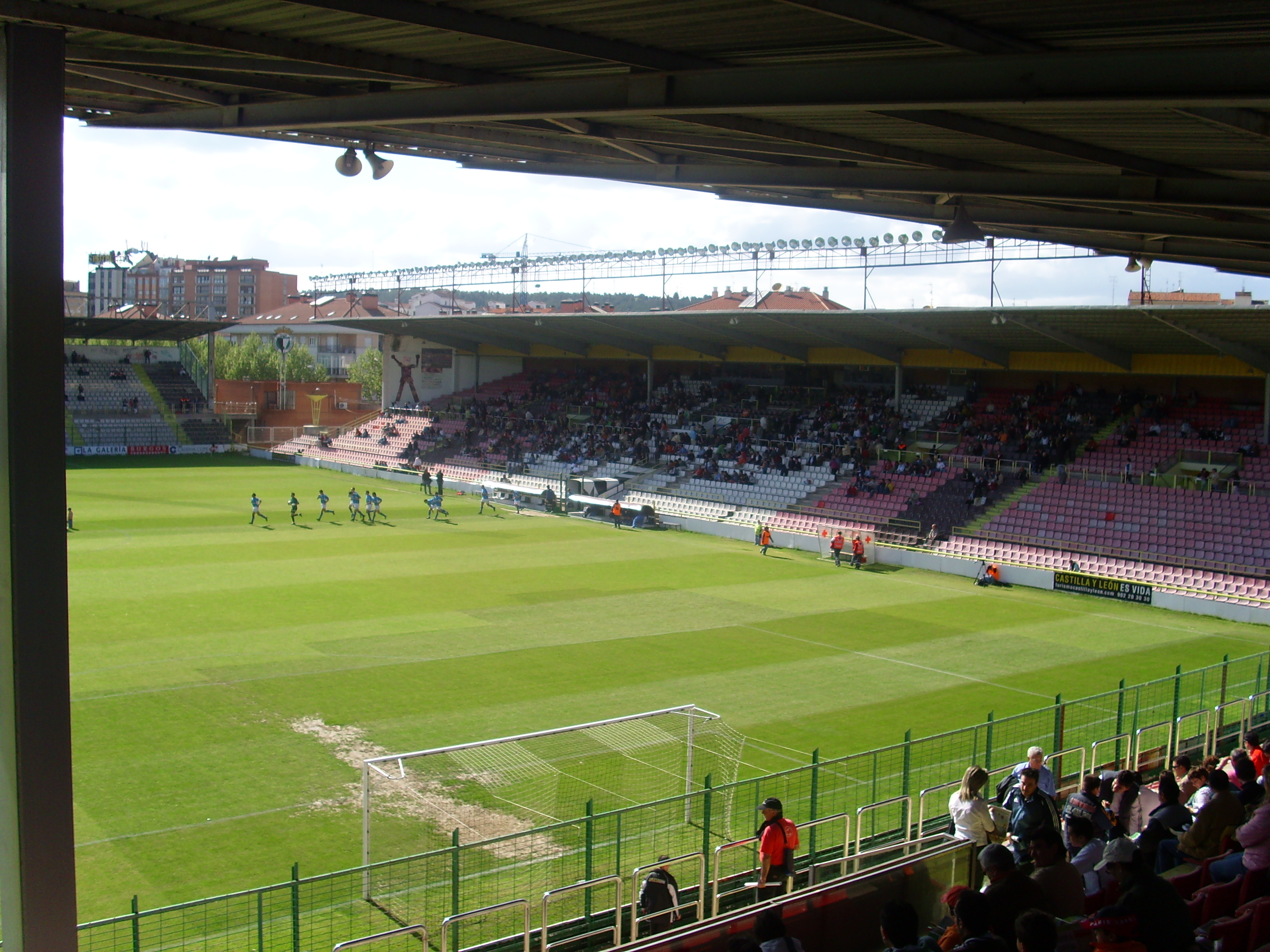
El Plantío

El Burgos Club de Fútbol juega de local en el Estadio Municipal de El Plantío, propiedad del Ayuntamiento de Burgos. Inaugurado el miércoles 2 de septiembre de 1964 para un entrenamiento y oficialmente el 13 de septiembre de 1964, en partido de liga ante el Indauchu, siendo el resultado de 2-0 para el equipo burgalés.
Tiene una capacidad actual de 12.642 espectadores, todos ellos sentados; y se encuentra situado junto a la ribera del Río Arlanzón.
Hasta la inauguración del estadio en 1964 y desde principios de la década de los años veinte, el club disputaba sus encuentros en el campo de Laserna, junto a la antigua estación de ferrocarril. Posteriormente, en los años cuarenta se traslada a jugar al estadio de Zatorre, campo que compartió con el C.D. Juventud del Círculo Católico y que estaba situado en lo que es hoy el patio del Colegio Círculo Católico; entre las calles Molinillo, San José y Ramón y Cajal, próximo al actual complejo científico-cultural sobre la Evolución Humana.

## Trayectoria histórica
*La Segunda División B fue introducida en 1977 como categoría intermedia entre la Segunda División y Tercera División. 

A partir de la temporada 1995-96 las victorias valen 3 puntos .

## Palmarés

### Campeonatos Nacionales
Copa RFEF (1): 1996-97.

## Temporada a temporada
| Temporada | Categoría                             | Puesto | Copa del Rey     | Observaciones                                                      |
| --------- | ------------------------------------- | ------ | ---------------- | ------------------------------------------------------------------ |
| 1994/95   | Regional Ordinaria                    | 1.º    | No participó     |                                                                    |
| 1995/96   | Regional Preferente (Grupo A)         | 1.º    | No participó     |                                                                    |
| 1996/97   | '3ª GR. VIII'                         | 1.º    | No participó     | Primer título de 3.ª \| Primer ascenso a 2.ª B Título de Copa RFEF |
| 1997/98   | '2ªB GR. II'                          | 15.º   | 1/32             |                                                                    |
| 1998/99   | '2ªB GR. II'                          | 4.º    | No participó     |                                                                    |
| 1999/00   | '2.ª B GR. II'                        | 3.º    | 1.ª eliminatoria |                                                                    |
| 2000/01   | '2.ª B GR. II'                        | 1.º    | 2.ª eliminatoria | Primer título de 2.ª B \| Primer ascenso a 2.ª                     |
| 2001/02   | '2ª División'                         | 16.º   | 2.ª eliminatoria | Descenso administrativo                                            |
| 2002/03   | '2.ª B GR. III'                       | 3.º    | 1.ª eliminatoria |                                                                    |
| 2003/04   | '2.ª B GR. II'                        | 5.º    | 1.ª eliminatoria |                                                                    |
| 2004/05   | '2.ª B GR: II'                        | 3.º    | 1/32             |                                                                    |
| 2005/06   | '2ªB GR. II'                          | 3.º    | 4.ª eliminatoria |                                                                    |
| 2006/07   | '2ªB GR. II'                          | 2.º    | 3.ª eliminatoria |                                                                    |
| 2007/08   | '2ªB GR. II'                          | 18.º   | 1/16             | Primer descenso a 3.ª                                              |
| 2008/09   | '3ª GR. VIII'                         | 3.º    | No participó     |                                                                    |
| 2009/10   | '3ª GR. VIII'                         | 1.º    | No participó     | Segundo título de 3.ª                                              |
| 2010/11   | '3.ª GR. VIII'                        | 1.º    | 1.ª eliminatoria | Tercer título de 3.ª \| Segundo ascenso a 2.ª B                    |
| 2011/12   | '2.ª B GR. II'                        | 20.º   | 1.ª eliminatoria | Segundo descenso a 3.ª                                             |
| 2012/13   | '3.ª GR. VIII'                        | 1.º    | No participó     | Cuarto título de 3.ª \| Tercer ascenso a 2.ª B                     |
| 2013/14   | '2ªB GR. I'                           | 10.º   | 3.ª eliminatoria |                                                                    |
| 2014/15   | '2ªB GR: I'                           | 12.º   | No participó     |                                                                    |
| 2015/16   | '2ªB GR: I'                           | 5.º    | No participó     |                                                                    |
| 2016/17   | '2.ª B GR: I'                         | 16.º   | 1.ª eliminatoria |                                                                    |
| 2017/18   | '2.ª B GR: II'                        | 11.º   | No participó     |                                                                    |
| 2018/19   | '2ªB GR: I'                           | 13.º   | No participó     |                                                                    |
| 2019/20   | '2ªB GR: II'                          | 8.º    | No participó     |                                                                    |
| 2020/21   | '2.ª B GR: I → Subgrupo B'            | 1.º    | 2.ª eliminatoria | Ascenso a 1.ª RFEF                                                 |
| 2020/21   | '2.ª B GR: I → Fase de Ascenso a 2.ª' | 1.º    | 2.ª eliminatoria | Clasificado a la eliminatoria de Ascenso a 2.ª División            |
| 2021/22   | '2ª División'                         | 11.º   | 2.ª eliminatoria |                                                                    |
| 2022/23   | '2ª División'                         | 11.º   | 2.ª eliminatoria |                                                                    |
| 2023/24   | '2ª División'                         | 9.º    | 1/16             |                                                                    |

```
LEYENDA

 :Ascenso de categoría

 :Descenso de categoría

 :Descenso administrativo
```

### Participaciones en Copa del Rey
Información:
| Temporada | Ronda                | Rival                             | Local       | Visitante   | Global      |  |
| --------- | -------------------- | --------------------------------- | ----------- | ----------- | ----------- |  |
| 1997-98   | Primera ronda (1/64) | CD Logroñés                       | 1-0         | 2-1         | 3-1         |  |
| 1997-98   | Segunda ronda (1/32) | Real Sociedad                     | 0-2         | 0-0         | 0-2         |  |
| 1999-00   | Primera ronda        | Real Unión de Irún                |             | 0-1         | 0-1         |  |
| 2000-01   | Primera ronda (1/64) | SD Noja                           | 3-2         | 1-0         | 4-2         |  |
| 2000-01   | Segunda ronda (1/32) | Real Racing Club de Santander     | 0-2         |             | 0-2         |  |
| 2001-02   | Primera ronda (1/32) | Racing de Ferrol                  |             | 0-1         | 0-1         |  |
| 2002-03   | Segunda ronda (1/32) | Real Celta de Vigo                | 0-1         |             | 0-1         |  |
| 2003-04   | Primera ronda (1/64) | UB Conquense                      | 1-2         | 0-0         | 1-2         |  |
| 2004-05   | Primera ronda (1/64) | SD Ponferradina                   | 1-1         | 2-0         | 3-1         |  |
| 2004-05   | Segunda ronda (1/32) | Real Sociedad                     | 1-3         |             | 1-3         |  |
| 2005-06   | Ronda previa         | CF Promesas Ponferrada (retirado) |             |             |             |  |
| 2005-06   | Primera ronda        | Ronda exenta                      |             |             |             |  |
| 2005-06   | Segunda ronda (1/64) | UD Salamanca                      | 3-1         |             | 3-1         |  |
| 2005-06   | Tercera ronda (1/32) | Racing de Santander               | 1-0         |             | 1-0         |  |
| 2005-06   | Cuarta ronda (1/16)  | Cádiz CF                          | 0-2         |             | 0-2         |  |
| 2006-07   | Primera ronda        | Sestao River                      |             | 1-0         | 1-0         |  |
| 2006-07   | Segunda ronda (1/64) | Orihuela CF                       | 3-2         |             | 3-2         |  |
| 2006-07   | Tercera ronda (1/32) | Gimnástica Segoviana CF           | 2-2 → p 5-6 |             | 2-2 → p 5-6 |  |
| 2007-08   | Primera ronda        | Haro Deportivo                    | 2-0         |             | 2-0         |  |
| 2007-08   | Segunda ronda (1/64) | CD Valle de Egüés                 |             | 2-1         | 2-1         |  |
| 2007-08   | Tercera ronda (1/32) | SD Ponferradina                   | 2-0         |             | 2-0         |  |
| 2007-08   | 1/16                 | Getafe CF                         | 0-1         | 1-4         | 1-5         |  |
| 2010-11   | Primera ronda        | Real Unión de Irún                |             | 0-1         | 0-1         |  |
| 2011-12   | Primera ronda        | SD Eibar                          | 0-1         |             | 0-1         |  |
| 2013-14   | Primera ronda        | AD San Juan                       | 3-1         |             | 3-1         |  |
| 2013-14   | Segunda ronda (1/64) | CD Tuilla                         |             | 3-0         | 3-0         |  |
| 2013-14   | Tercera ronda (1/32) | Gimnástic de Tarragona            | 0-1         |             | 0-1         |  |
| 2016-17   | Primera ronda        | Caudal Deportivo                  |             | 1-2         | 1-2         |  |
| 2020-21   | Primera ronda (1/64) | FC Andorra                        | 2-0         |             | 2-0         |  |
| 2020-21   | Segunda ronda (1/32) | RCD Español                       | 0-2         |             | 0-2         |  |
| 2021-22   | Primera ronda (1/64) | UD Montijo                        |             | 1-0         | 1-0         |  |
| 2021-22   | Segunda ronda (1/32) | Real Zaragoza                     |             | 0-2         | 0-2         |  |
| 2022-23   | Primera ronda (1/64) | Recreativo de Huelva              |             | 0-0 → p 4-3 | 0-0 → p 4-3 |  |
| 2022-23   | Segunda ronda (1/32) | CD Eldense                        |             | 0-1         | 0-1         |  |
| 2023-24   | Primera ronda (1/64) | Hércules de Alicante CF           |             | 2-1         | 2-1         |  |
| 2023-24   | Segunda ronda (1/32) | CD Arenteiro                      |             | 3-1         | 3-1         |  |
| 2023-24   | 1/16                 | RCD Mallorca                      | 0-3         |             | 0-3         |  |

## Presidentes
| Temporada              | Presidente                                         |
| ---------------------- | -------------------------------------------------- |
| 1983/94 (sin competir) | José María Quintano Vadillo                        |
| 1994/95                | José María Quintano Vadillo                        |
| 1995/96                | José María Quintano Vadillo                        |
| 1996/97                | José María Quintano Vadillo                        |
| 1997/98                | José María Quintano Vadillo                        |
| 1998/99                | José María Quintano Vadillo                        |
| 1999/00                | José María Quintano Vadillo                        |
| 2000/01                | José María Quintano Vadillo                        |
| 2001/02                | José María Quintano Vadillo                        |
| 2002/03                | José María Quintano Vadillo Valentín Germán Luengo |
| 2003/04                | Valentín Germán Luengo                             |
| 2004/05                | Valentín Germán Luengo                             |
| 2005/06                | Domingo Novoa Rey                                  |
| 2006/07                | Domingo Novoa Rey                                  |
| 2007/08                | Domingo Novoa Rey                                  |
| 2008/09                | Juan Carlos Barriocanal                            |
| 2009/10                | Juan Carlos Barriocanal                            |
| 2010/11                | Juan Carlos Barriocanal                            |
| 2011/12                | Juan Carlos Barriocanal                            |
| 2012/13                | Juan Carlos Barriocanal                            |
| 2013/14                | Juan Carlos Barriocanal                            |
| 2014/15                | Juan Carlos Barriocanal                            |
| 2015/16                | Juan Carlos Barriocanal                            |
| 2016/17                | Juan Carlos Barriocanal José Luis García           |
| 2017/18                | José Luis García                                   |
| 2018/19                | Jesús Martínez Nogal                               |
| 2019/21                | Franco Caselli                                     |
| 2021/24                | Rodrigo Santiadrián                                |
| 2024                   | Marcelo Figoli                                     |

## Afición

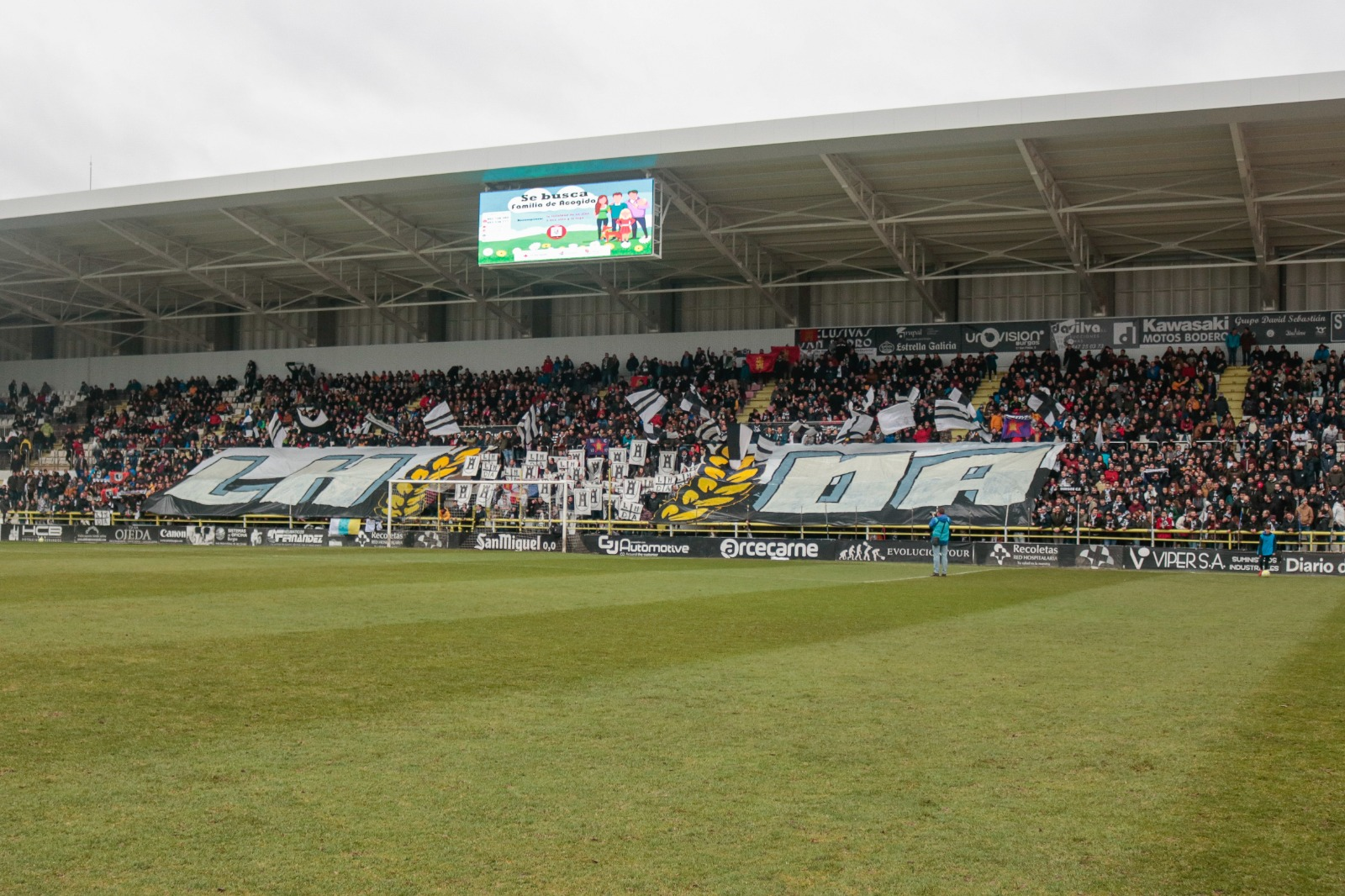
El Plantío en un derbi autonómico ante la Cultural y Deportiva Leonesa. (09/02/2020)

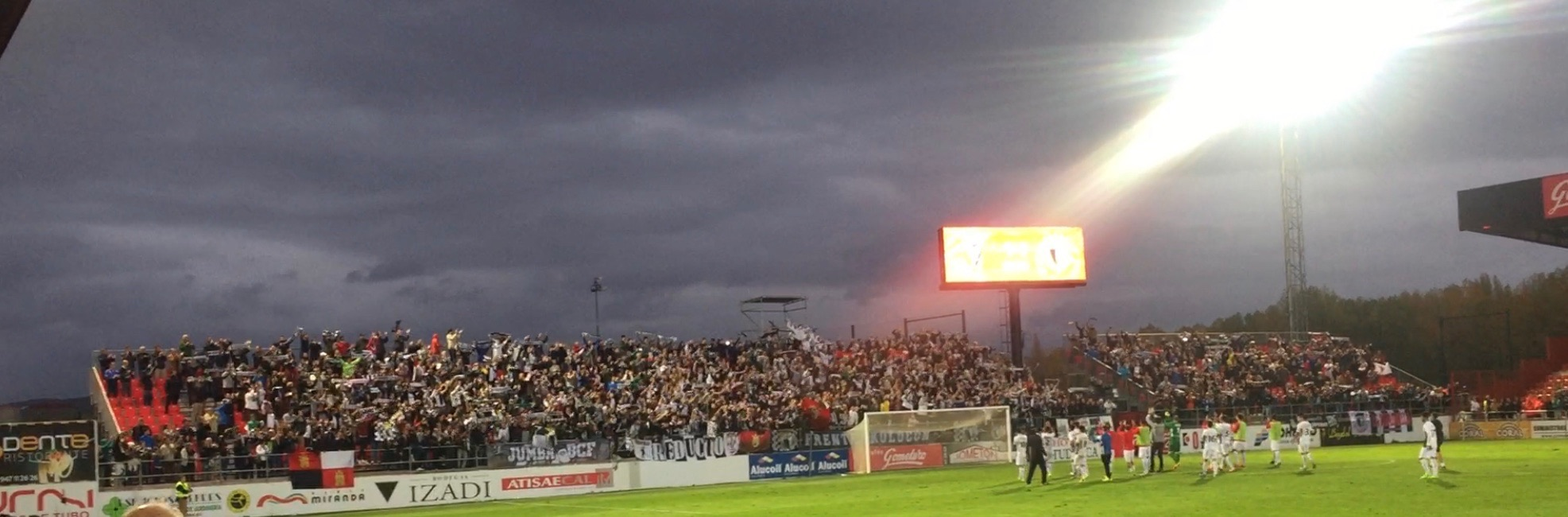
Afición del Burgos CF en Anduva. (21/10/2017)

En la Campaña de Abonados 2019-2020, en 2.ª División B, el club superó por primera vez los 5000 abonados. Cuenta con 16 peñas de aficionados, una Grada de Animación (La Hinchada del Arlanzón) en la grada baja del Fondo Sur y una asociación de pequeños accionistas (APABCF).
En los partidos, los aficionados cantan cánticos como "Mi fiel amigo", "Vamos Burgos, ale", "El día que me muera", "Vamos matagigantes" o, el más conocido en las últimas temporadas, "Orgullo y Tradición", que suele cantarse también junto al equipo al finalizar los encuentros.
Los desplazamientos más numerosos de los últimos años fueron al Ramón Sánchez-Pizjuán de Sevilla en 2007 (Play-Off de ascenso a 2.ª División), con más de 1000 blanquinegros desplazados, y al derbi provincial ante el CD Mirandés, en el Estadio Municipal de Anduva, también con más de 1000 aficionados ocupando la grada supletoria del feudo mirandés.
| Grada                  | Nombre                     | Año de fundación | N.º de socios |
| ---------------------- | -------------------------- | ---------------- | ------------- |
| Animación              | La Hinchada del Arlanzón   | 2019             | -             |
| Animación              | Reducto Burgalés           | 2004             | 37            |
| Animación              | Jumba BCF                  | 2008             | -             |
| Animación              | Curva Blanquinegra         | 2018             | 51            |
| Animación              | Leonas de Castilla         | 2020             | 14            |
| Animación              | Resaca Castellana          | 1997             | -             |
| Animación              | Drunken Ducks              | 2019             | 26            |
| Animación              | La Perla Blanquinegra      | 2019             | 20            |
| Fondo Sur              | Soy Campeador              | 2020             | 14            |
| Fondo Sur              | Fondo Blanquinegro Et Fide | 2022             | 60            |
| Fondo Norte            | La Kuadrilla               | 2005             | 28            |
| Fondo Norte            | Trompón Norte              | 2015             | 38            |
| Lateral                | Frente Kolocón             | 2002             | 78            |
| Lateral                | Peña Medina de Pomar       | 2006             | 105           |
| Lateral                | Caput Castellae            | -                | -             |
| Lateral                | La Guapa BCF               | 2012             | 20            |
| Lateral-Tribuna-Fondos | Burgalesistas Ausentes     | 2017             | 30            |
| Tribuna                | Santa Mónica               | -                | -             |

## Categorías inferiores
El Burgos CF "B", primer filial blanquinegro, surgió en la temporada 2002/03 con la idea de formar y nutrir de futbolistas al primer equipo. Tras 4 temporadas entre la Regional Ordinaria y la Regional Preferente y tras dos ascensos, compite finalmente en la Tercera División durante las temporadas 2006/07 y 2007/08. El equipo desaparece en esta última temporada después de descender a Regional Preferente y el club no poder mantenerle en esa categoría. El Burgos CF en estas dos temporadas se podía considerar en una situación privilegiada como era tener compitiendo al equipo filial en la categoría inmediatamente inferior en la que estaba el primer equipo, como era la Tercera División.
En la temporada 2010/11, el Burgos CF y el por aquel entonces equipo de la capital bajo la denominación de Club Deportivo Estructuras Tino, firman un convenio de filialidad en el verano de 2010; en el cual el Burgos CF se compromete a ayudar económicamente al filial y este cedería jugadores cuando el primero lo requiriese. El filial Club Deportivo Estructuras Tino terminó esta temporada en el puesto 3.º del grupo A de la Primera División Regional Aficionados de Castilla y León y consiguió el ascenso a la Tercera División gracias al ascenso del Burgos CF, la Arandina y la Gimnástica Segoviana a la Segunda División B.
En la temporada 2011/12, tras la renovación por un año más del acuerdo de filialidad firmado entre ambos clubes en el verano de 2010, el equipo filial bajo la denominación de Burgos B Bupolsa, quedó en el puesto 16.º del grupo VIII de la Tercera División. Esta posición le habría valido para permanecer en la categoría, pero el descenso del primer equipo desde la Segunda División B, hizo que el filial descendiese directamente a la Primera División Regional Aficionados de Castilla y León. Este hecho y la situación de crisis tanto deportiva como económica del primer equipo, hizo que el acuerdo de filialidad ya no se renovase más.
Para la temporada 2012/13, el club decide sacar un equipo filial en la categoría más baja, la Primera División Provincial Aficionados, con la idea de dar cabida a los jugadores que asciendan del equipo juvenil que compite en la Liga Nacional y con el objetivo del ascenso a la Primera División Regional Aficionados, objetivo que se acaba consiguiendo tras quedar en primera posición.
La temporada 2013/14 en Primera División Regional Aficionados, el equipo tiene la base de jugadores jóvenes que consiguieron el ascenso el año anterior. Tras una buena temporada y desplegando un gran juego, el equipo acaba en el puesto 5.º del grupo A.
En la temporada 2014/15, el equipo vuelve a competir en Primera División Regional Aficionados. Durante todo el año se mantiene en la mitad de la tabla, acabando en el 8.º puesto de la tabla del grupo A.
En la temporada 2015/16, el equipo vuelve a competir en Primera División Regional Aficionados. Durante todo el año se mantiene en la mitad de la tabla, acabando en el 10.º puesto del grupo A.
En el verano de 2016, el club decide no inscribir al equipo filial en la Primera División Regional Aficionados, por el poco provecho que saca la primera plantilla del equipo filial y viendo los gastos que acarrea, lo hace desaparecer. Firma un convenio de colaboración con otro club de la ciudad, el CD Universidad de Burgos, club que esta misma temporada compite en la misma categoría que estaba el filial, la Primera División Regional Aficionados.
El 4 de mayo de 2020, el club suscribe un acuerdo de filialidad con el Burgos Promesas que compite en la Tercera División. El nuevo filial pasara a denominarse Burgos Club de Fútbol Promesas. El acuerdo también contiene la posibilidad de fusión entre ambos clubes. A merced de este acuerdo el equipo consigue una gran cantera de aproximadamente treinta equipos y la Ciudad Deportiva de Castañares perteneciente al Promesas.
En la actualidad el Burgos CF es un club que apuesta por la cantera, y pese al mal momento económico por el que atraviesa, tiene compitiendo a diez conjuntos en categorías inferiores, desde benjamines hasta juveniles:
- 2 equipos de categoría juvenil
- 2 equipos de categoría cadete
- 2 equipos de categoría infantil
- 2 equipos de categoría alevín
- 2 equipos de categoría benjamín

## Otras secciones deportivas
El club también contaba con una sección de fútbol sala con el equipo Hotel Ciudad de Burgos-Burgos CF; que militaba en la Segunda División B (Grupo 2).
Aunque el club se fundó a comienzos de los años 90, no fue hasta la temporada 2009/10 cuando se adhirió al Burgos Club de Fútbol, incorporando el nombre del club al patrocinador.
Durante la temporada 2009/10 quedó en la 1.ª posición de la Primera Nacional "A" y jugó, posteriormente, el play-off de ascenso contra el filial del F. C. Barcelona; siendo eliminado en su intento de conseguir el ascenso a la División de Plata.
La temporada 2010/11 y tras sufrir la categoría Primera Nacional "A" una gran reestructuración, el equipo consigue acabar en un meritorio 5.º puesto y mantenerse una temporada más en una categoría que la Liga Nacional de Fútbol Sala quería semi-profesionalizar.
Tras otra gran reestructuración en el verano de 2011 y con el cambio de nombre además de las distintas categorías por parte de la Liga Nacional de Fútbol Sala, el equipo queda encuadrado para la temporada 2011/12 en el grupo 2 de la ahora llamada Segunda División B. El presidente del Burgos CF anuncia que la sección de fútbol sala debe autofinanciarse para poder competir. Tras un verano en el que se pensaba que la sección iba a desaparecer, el club se inscribe en la categoría gracias a la renovación por un año más con el patrocinador Hotel Ciudad de Burgos. El equipo queda en el puesto 11.º del grupo consiguiendo el objetivo de la permanencia un año más.
Para la temporada 2012/13, el Burgos Club de Fútbol decidió no inscribir al equipo para que hubiera competido una temporada más en la Segunda División B. Problemas deportivos por la ausencia de varios jugadores importantes que ya habían comunicado que no iban a continuar y sobre todo problemas económicos ante la bajada de subvención por parte del patrocinador y del ayuntamiento, hicieron que la sección desapareciese.